# Ulla Weigerstorfer
Ulla Weigerstorfer (Bad Aussee, 16 agosto 1967) è una modella, attrice e conduttrice televisiva austriaca, vincitrice del concorso di bellezza Miss Mondo 1987.

## Biografia
La Weigerstorfer è stata incoronata trentasettesima Miss Mondo il 12 novembre 1987 presso la Royal Albert Hall di Londra all'età di venti anni, ricevendo la corona dalla Miss Mondo uscente, la trinidadiana Giselle Laronde. È stata la seconda Miss Mondo austriaca, dopo Eva Rueber-Staier nel 1969.
Dopo l'anno di regno Ulla Weigerstorfer è comparsa in numerose trasmissioni e serial della televisione austriaca (fra cui Il commissario Rex) ed ha presentato un programma radiofonico sportivo. Ha inoltre scritto due libri su bellezza e cosmetica: Tips und Tricks für Ihre Schönheit. Die Ex- Miss World verrät ihr Geheimnis nel 1998 e Im Reich der Düfte. Ätherische Öle und ihre Wirkung nel 2000.
Nel 2013, Ulla è eletta al Consiglio nazionale austriaco, in rappresentanza di Team Stronach.

## Pubblicazioni
- (DE) Tips und Tricks für Ihre Schönheit. Die Ex-Miss World verrät ihr Geheimnis, Ueberreuter, 1998, ISBN 3-8000-3573-1.